# 古斯塔夫·莫羅美術館
古斯塔夫·莫羅美術館（法語：Musée national Gustave Moreau）是法國首都巴黎第九區的一座美術館，紀念象徵主義畫家古斯塔夫·莫罗。這座美術館在莫羅生前是他的工作室，後改造成為美術館。博物館收藏了莫羅的素描、油畫、水彩和雕塑作品。美術館原先開放地上四層的地方作為展覽空間，2015年起開放地下室,規劃成六間畫廊。